# Krunska (Bělehrad)
Krunska (srbsky Крунска) je ulice v hlavním městě Srbska, Bělehradu. Nachází se jihovýchodně od centra města, vede v ose Bulváru krále Alexandra, resp. jeho centrální části. Je dlouhá cca 800 metrů. Její název v překladu doslova znamená Korunní.
Ulice spojuje třídu Kneza Miloša s parkem vojvody Bojoviće. Probíhá ve směru severozápad-jihovýchod v pravidelné uliční síti této části města. Jedná se o reprezentativní městskou ulici s řadou velvysanectví a paláců.

## Historie
Stejně jako řada dalších ulic rostoucího hlavního města tehdejšího srbského knížectví získala svůj název v roce 1872. Ulice měnila svůj název velmi často. V letech 1872 až 1896 byla známa pod názvem Nadeždina, poté opět Krunska, následně Gospodar Jevremova (dnes je takto pojmenována jiná bělehradská ulice) do roku 1900, potom Kraljice Drage (Podle Dragy Mašínové), poté opět v letech 1903–1904 jako Gospodar Jevremova, následně ji byl vrácen název Krunska (do roku 1916). V letech 1916 až 1919 byla známa pod názvem Poslanička, poté opět do roku 1946 jako Krunska. V období po druhé světové válce nesla název Moskovska, v letech 1951 až 1997 potom Proleterskih brigada (podle proletářských brigád jugoslávských partyzánů. Současný název má od roku 1997.
Ulice je známá událostí z bombardování města v roce 1941, kdy zde byla zasažena porodnice, při níž zemřela řada novorozených dětí i jejich matek.

## Doprava
Ve své západní části se jedná o klidnou městskou ulici s minimálním dopravním významem. V části východní (od ulice Beogradska dále) to je potom rušná městská ulice s čtyřmi jízdními pruhy obklopená výškovými obytnými bloky.

## Významné budovy
- Velvyslanectví Turecka
- Velvyslanectví Brazílie
- Velvyslanectví Belgie
- Klášter milosrdných sester
- Muzeum Nikoly Tesly
- Velvyslanectví Maďarska